# Haag in Oberbayern
Haag in Oberbayern là một đô thị thuộc huyện Mühldorf bang Bayern nước Đức